# Ersilia oligocaenica
Espèce
Ersilia oligocaenica est une espèce fossile de mollusques gastéropodes marins de la famille Eulimidae qui a vécu durant l'Oligocène. Comme les autres espèces du genre Ersilia, il s'agit d'un parasite des échinodermes.

## Description
Pierre Lozouet (d) en fait la description suivante dans sa publication de 1999 : 

« Très petite coquille, à test relativement épais, composée d'un tour un quart de téléoconque convexe. La protoconque comprend plus de trois tours lisses et représente le tiers de la hauteur totale. Toute la surface de la téléoconque est burinée de fines ponctuations disposées en spirale. L'ouverture, ellipsoïdale, est épaissie au niveau du bord columellaire ; son péristome est discontinu. Le labre très mince est faiblement prosocline. »

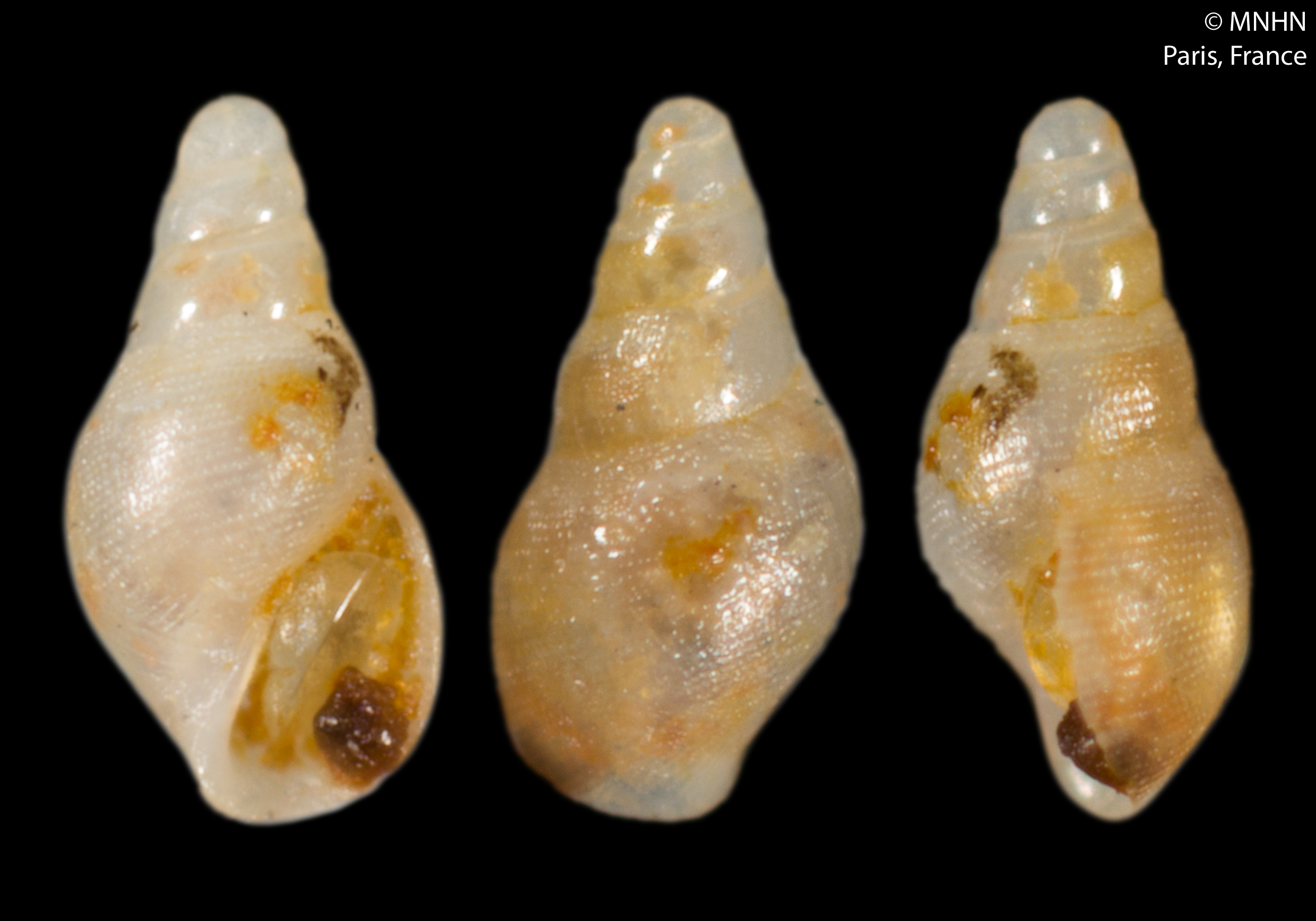
Paratype d’Ersilia oligocaenica.

L'holotype d’Ersilia oligocaenica présente une hauteur de 0,86 mm et un diamètre maximal de  0,44 mm.

## Taxonomie
L'espèce est décrite en 1999 par le zoologiste français Pierre Lozouet (d),.
L'holotype et le paratype, conservés au Muséum national d'histoire naturelle à Paris, sont originaires de Saint-Paul-lès-Dax, dans les Landes.
Ersilia oligocaenica est la première espèce fossile décrite dans le genre Ersilia.

### Étymologie
Son épithète spécifique, oligocaenica, fait référence à l'époque géologique de l'Oligocène (qui s’étend de 33,9 ± 0,1 à 23,03 ± 0,05 millions d'années) durant laquelle elle a vécu.

### Publication originale
- Pierre Lozouet, « Nouvelles espèces de gastéropodes (Mollusca : Gastropoda) de l’Oligocène et du Miocène inférieur d’Aquitaine (Sud-Ouest de la France). Partie 2 », Cossmanniana, vol. 6, nos 1-2,‎ décembre 1999, p. 1-68 (ISSN 1157-4402, lire en ligne).